# Oil City (condado de Venango)
Oil City es una ciudad ubicada en el Condado de Venango, Pensilvania, Estados Unidos, que durante muchos años fue centro industrial petrolero. En sus cercanías se encuentran yacimientos de petróleo y gas natural. Luego que fueran perforados los primeros pozos en la década de 1850, en Oil City se establecieron las sedes de las empresas petroleras Pennzoil, Quaker State y Wolf's Head.

## Geografía
Durante la década de 1990 las principales empresas petroleras mudaron sus sedes hacia otras regiones, principalmente del estado de Texas por lo que Oil City perdió buena parte de sus fuentes de empleo.

## Demografía
Según el censo de 2000, la ciudad cuenta con 11.504 habitantes, 4.762 hogares y 2.981 familias residentes. La densidad de población es de 984,9 hab/km² (2.548,4 hab/mi²). Hay 5.276 unidades habitacionales con una densidad promedio de 451,7 u.a./km² (1.168,8 u.a./mi²). La composición racial de la población de la ciudad es 97,84% Blanca, 0,89% Afroamericana o Negra, 0,26% Nativa americana, 0,29% Asiática, 0,04% De las islas del Pacífico, 0,11% de Otros orígenes y 0,57% de dos o más razas. El 0,63% de la población es de origen Hispano o Latino cualquiera sea su raza de origen.
De los 4.762 hogares, en el 30,2% de ellos viven menores de edad, 44,8% están formados por parejas casadas que viven juntas, 12,7% son llevados por una mujer sin esposo presente y 37,4% no son familias. El 32,7% de todos los hogares están formados por una sola persona y 16,0% de ellos incluyen a una persona de más de 65 años. El promedio de habitantes por hogar es de 2,37 y el tamaño promedio de las familias es de 2,99 personas.
El 25,8% de la población de la ciudad tiene menos de 18 años, el 7,9% tiene entre 18 y 24 años, el 27,2% tiene entre 25 y 44 años, el 21,6% tiene entre 45 y 64 años y el 17,5% tiene más de 65 años de edad. La edad media es de 38 años. Por cada 100 mujeres hay 90,6 hombres y por cada 100 mujeres de más de 18 años hay 84,8 hombres.
La renta media de un hogar de la ciudad es de $29.060, y la renta media de una familia es de $36.149. Los hombres ganan en promedio $30.072 contra $19.697 para las mujeres. La renta per cápita en la ciudad es de $14.696. El 19,0% de la población y 16,2% de las familias tienen rentas por debajo del nivel de pobreza. De la población total bajo el nivel de pobreza, el 28,3% son menores de 18 y el 12,4% son mayores de 65 años.